# もう探さない
「もう探さない」（もうさがさない）は、日本のロックバンド・ZARDの3作目のシングルである。

## 概要
- 前作「不思議ね…」から約5か月を置いてのシングル。本作からアーティスト表記が「Zard」からZARDに変わった[注 1]。
- 表題曲は賀来千香子主演のテレビドラマ『七人の女弁護士』（第2シーズン）の主題歌に起用された[1]。ZARDがドラマ主題歌を手掛けるのは1枚目のシングル「Good-bye My Loneliness」以来2作ぶり、通算2作目となる。
- 本作よりオリジナル・カラオケがCD規格にも収録されるようになった。

## プロモーションビデオ
- 岩井俊二監督によるPVがフルサイズで制作されたが、未だ公式なものは作品化はされていない。2007年の坂井の死後、当時未公開だった映像を含むリメイク映像が初公開された。

## 収録曲
1. もう探さない [5:05]
作詞：坂井泉水
作曲：織田哲郎
編曲：明石昌夫
マイナーコードによる楽曲。歌詞は失恋した女性の都会に生きる孤独を描いている。『Brezza di mare 〜dedicated to IZUMI SAKAI〜』に収録されるまで、オリジナルアルバムのみの収録となっていた。
2. こんなに愛しても [4:41]
作詞：坂井泉水
作曲：栗林誠一郎
編曲：明石昌夫
2ndアルバム『もう探さない』には収録されず、サビの始まりが「Hold me」のためか、3rdアルバム『HOLD ME』に表題曲に準じるかたちで収録されている。
その後、1997年発売の『ZARD BLEND〜SUN & STONE〜』では本人の強い希望で「こんなに愛しても〜Hold Me〜」として再度リアレンジされて最後に収録されている。シングルバージョンはベストアルバム『ZARD Request Best 〜beautiful memory〜』と『ZARD Forever Best 〜25th Anniversary〜』に収録されている。
3. もう探さない (オリジナル・カラオケ) [5:06]
作曲：織田哲郎
編曲：明石昌夫
4. こんなに愛しても (オリジナル・カラオケ) [4:41]
作曲：栗林誠一郎
編曲：明石昌夫

## 参加ミュージシャン
ZARD
- 坂井泉水：Vocal
- 町田文人：Guitar
- 星弘泰：Bass
- 道倉康介：Drums
- 池澤公隆：Keyboards

## タイアップ
- テレビ朝日系列木曜ドラマ『七人の女弁護士』第2シリーズ主題歌 (#1)

## 楽曲の収録アルバム
- もう探さない (#1)
- HOLD ME (#2 アルバムバージョン)
- ZARD BLEND〜SUN & STONE〜 (#2 リアレンジバージョン)
- Brezza di mare 〜dedicated to IZUMI SAKAI〜 (#1)
- ZARD Request Best 〜beautiful memory〜 (#2)
- ZARD SINGLE COLLECTION 〜20th ANNIVERSARY〜 (#1,2)
- ZARD ALBUM COLLECTION 〜20th ANNIVERSARY〜(#1.2(2は別Mix))
- ZARD Forever Best 〜25th Anniversary〜 (#2)